# Filmstudios Koliba

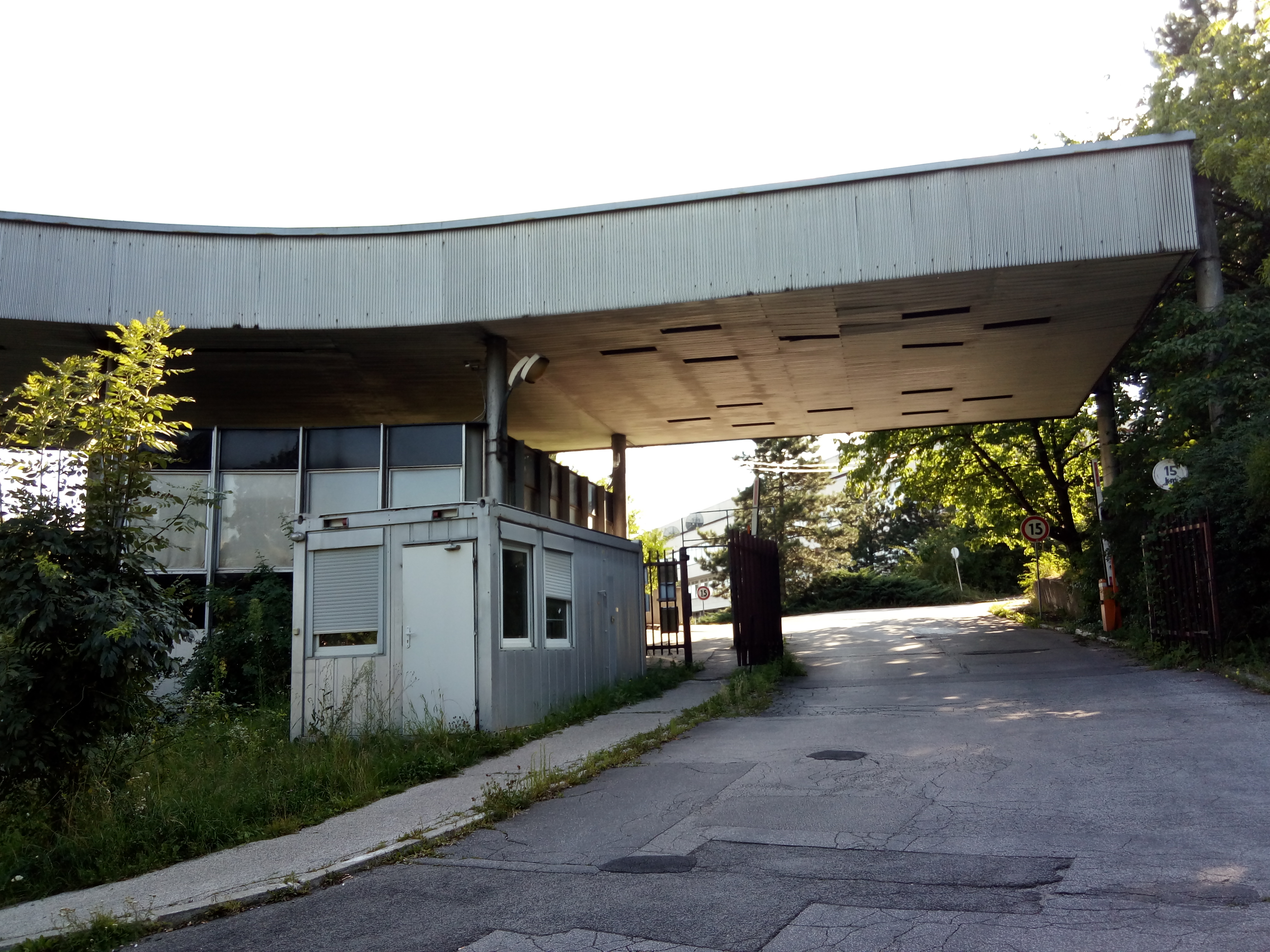
Eingang zu den Filmstudios Koliba

Die Filmstudios Koliba (slowakisch: Filmové ateliéry Koliba, früher Slovenská Filmová Tvorba Koliba) in Bratislava sind ein Komplex von Filmstudios in der Slowakei.

## Lage
Die Filmstudios liegen am Fuß der Kleinen Karpaten und gehören zum Stadtteil Nove Mesto, direkt neben den Produktionshallen des Fernsehsenders TV JOJ. Sie umfassen 3 Filmstudios (zwei mit einer Innenfläche von 750 m² und ein großes Studio mit 1500 m²) und einige weitere Gebäude mit Produktionsbüros. Weiters gibt es dort einen Kamera- und Lichtverleih, J.A.M.Film.

## Geschichte
Die Filmstudios Koliba wurden 1949, damals noch in der Tschechoslowakei, gegründet. Seit ihrer Gründung wurden hier über 400 abendfüllende Filme und mehr als 4000 Kurzfilme, Dokumentarfilme und Animationsfilme produziert.
Ihre Blüte hatten die Filmstudios in den 1960er Jahren als sie, neben den Filmstudios Barrandov in Prag, die zweitmeistgenützten Studios der Tschechoslowakei waren und viele Filme der Slowakischen Neuen Welle drehten. Einer der berühmtesten Filme war Slnko v Sieti (1962).
Auch nach der Aufspaltung der Tschechoslowakei wurden Filmstudios für internationale Filmproduktionen genutzt, so z. B. 1994 für Dragonheart von Rob Cohen. Im Jahre 1996 als Štúdio Koliba, a. s. privatisiert.
Die Studios werden heute nur noch selten für Spielfilmproduktionen verwendet, manchmal werden aber auch internationale Filme hier gedreht, so z. B. 2001 Im Fadenkreuz – Allein gegen alle und 2007 Die letzte Legion, die teilweise in Koliba gedreht wurde. Heute benutzen v. a. slowakische Privatsender die Studios.
2009 drehte die slowakische Regisseurin Zuzana Piussi eine Dokumentation über die Filmstudios Koliba, die den Niedergang der slowakischen Filmindustrie durch die Privatisierungswelle in den 1990ern anprangert.